# 棕胸啸鹟
棕胸啸鹟（学名：Pachycephala hyperythra），是啸鹟科啸鹟属的一种，分布于印度尼西亚和巴布亚新几内亚。该物种的保护状况被评为无危。
棕胸啸鹟的平均体重约为27.7克。栖息地包括亚热带或热带的湿润低地林和亚热带或热带的湿润山地林。